# ألتو باس (إلينوي)
ألتو باس (بالإنجليزية: Alto Pass)‏ هي منطقة سكنية تقع في الولايات المتحدة في إلينوي.

## الموقع الجغرافي
الموقع الجغرافي للمناطق المحيطة بهذه النقطة هو كالتالي: